# 채널A 뉴스와 경제
채널A 뉴스와 경제는 대한민국에서 월~금 오후 12시~오후 12시 30분에 텔레비전으로 방송되었던 채널A의 주중 낮 시간대 뉴스 프로그램이다.